# Manuel Lando
Manuel Lando (Cittadella, 4 agosto 2000) è un altista italiano, vincitore delle medaglia d'argento ai campionati europei under 21 nel 2021.

## Biografia
Cresce a Rossano Veneto, in provincia di Vicenza. Inizia a praticare nuoto, a dodici anni si avvicina all'atletica leggera. Entrambi i genitori avevano praticata in passato, il papà ostacolista e la mamma lunghista. Nel 2018 predilige il salto in alto.
A giugno 2024 viene convocato per i campionati europei di Roma, giungendo sesto nella finale del salto in alto con 2,22 m.

## Progressione

### Salto in alto
| Stagione | Misura    | Luogo              | Data      | Rank. Mond. |
| -------- | --------- | ------------------ | --------- | ----------- |
| 2024     | 2,24 m(i) | Ancona             | 20-1-2024 |             |
| 2023     | 2,25 m    | Lignano Sabbiadoro | 14-7-2023 |             |
| 2022     | 2,21 m    | Verona             | 30-6-2022 |             |
| 2021     | 2,17 m    | Tallinn            | 11-7-2021 |             |
| 2020     | 2,16 m(i) | Ancona             | 23-2-2020 |             |
| 2019     | 2,16 m    | Rieti              | 15-9-2019 |             |
| 2018     | 2,12 m    | Agropoli           | 3-6-2018  |             |
| 2017     | 1,97 m(i) | Padova             | 29-1-2017 |             |
| 2016     | 1,94 m(i) | Ancona             | 14-2-2016 |             |

## Palmarès
| Anno | Manifestazione               | Sede      | Evento        | Risultato | Prestazione | Note  |
| ---- | ---------------------------- | --------- | ------------- | --------- | ----------- | ----- |
| 2019 | Europei U20                  | Borås     | Salto in alto | 5ª        | 2,05 m      |       |
| 2021 | Europei U23                  | Tallinn   | Salto in alto | Argento   | 2,17 m      |       |
| 2022 | Mediterraneo U23             | Pescara   | Salto in alto | Argento   | 2,13 m      | [ 3 ] |
| 2024 | Europei                      | Roma      | Salto in alto | 6º        | 2,22 m      |       |
| 2025 | Europei indoor               | Apeldoorn | Salto in alto | 4º        | 2,26 m      | =     |
| 2025 | Mondiali indoor              | Nanchino  | Salto in alto | 5º        | 2,24 m      |       |
| 2025 | Giochi mondiali universitari | Reno-Ruhr | Salto in alto | 6º        | 2,20 m      |       |

## Campionati nazionali
- 2 volte campione nazionale italiano juniores del salto in alto (2018, 2019)
- 2 volte campione nazionale italiano promesse del salto in alto (2021, 2022)
- 1 volta campione nazionale italiano indoor promesse del salto in alto (2020)

2018
- 7º ai campionati italiani juniores indoor (Ancona), salto in alto - 1,94 m
- Oro ai campionati italiani juniores (Agropoli), salto in alto - 2,12 m

2019
- Bronzo ai campionati italiani juniores indoor (Ancona), salto in alto - 2,01 m
- 7º ai campionati italiani assoluti indoor (Ancona), salto in alto - 2,05 m
- Oro ai campionati italiani juniores (Rieti), salto in alto - 2,14 m
- Argento ai campionati italiani assoluti (Bressanone), salto in alto - 2,11 m

2020
- Oro ai campionati italiani promesse indoor (Ancona), salto in alto - 2,14 m
- Bronzo ai campionati italiani assoluti indoor (Ancona), salto in alto - 2,16 m
- Bronzo ai campionati italiani assoluti (Rovereto), salto in alto - 2,16 m
- Argento ai campionati italiani promesse (Grosseto), salto in alto - 2,11 m

2021
- 5º ai campionati italiani promesse indoor (Ancona), salto in alto - 2,08 m
- 8º ai campionati italiani assoluti indoor (Ancona), salto in alto - 2,04 m
- Oro ai campionati italiani promesse (Grosseto), salto in alto - 2,09 m
- Bronzo ai campionati italiani assoluti (Rovereto), salto in alto - 2,16 m

2022
- Bronzo ai campionati italiani promesse indoor (Ancona), salto in alto - 2,08 m
- 7º ai campionati italiani assoluti indoor (Ancona), salto in alto - 2,08 m
- Oro ai campionati italiani promesse (Firenze), salto in alto - 2,16 m
- 6º ai campionati italiani assoluti (Rieti), salto in alto - 2,15 m

2023
- 4º ai campionati italiani assoluti (Molfetta), salto in alto - 2,15 m

2024
- 6º ai campionati italiani assoluti indoor (Ancona), salto in alto - 2,09 m
- Argento ai campionati italiani assoluti (La Spezia), salto in alto - 2,20 m

2025
- Argento ai campionati italiani assoluti indoor (Ancona), salto in alto - 2,26 m
- Bronzo ai campionati italiani assoluti (Caorle), salto in alto - 2,16 m